# ريو شينساتو
ريو شينساتو (باليابانية: 新里 亮) (2 يوليو 1990 في آيتشي في اليابان – )؛ هو لاعب كرة قدم ياباني سابق كان يلعب كمدافع.

## وصلات خارجية
- ريو شينساتو على موقع رابطة كرة القدم اليابانية للمحترفين (اليابانية)
- ريو شينساتو على موقع قاعدة بيانات كرة القدم.إي يو (الإنجليزية)
- ريو شينساتو على موقع Soccerway.com (الإنجليزية)
- ريو شينساتو على موقع عالم كرة القدم.نت (الإنجليزية)
- ريو شينساتو على موقع كووورة